# Metarbelodes
Metarbelodes is een geslacht van vlinders van de familie van de Metarbelidae. De wetenschappelijke naam en de beschrijving van dit geslacht werden voor het eerst in 1909 gepubliceerd door Embrik Strand.
De soorten van dit geslacht komen voor in Oost-Afrika.

## Soorten
- Metarbelodes obliquilinea (Bethune-Baker, 1909)
- Metarbelodes umtaliana (Aurivillius, 1901)